# Asperdaphne perissa
Asperdaphne perissa is een slakkensoort uit de familie van de Raphitomidae. De wetenschappelijke naam van de soort is voor het eerst geldig gepubliceerd in 1909 door Hedley.